# هاشم أباد (تشناران)
هاشم أباد (بالفارسية: هاشم‌آباد) هي قرية تقع في قسم غلمكان الريفي (مقاطعة تشناران) في إيران. يقدر عدد سكانها بـ 302 نسمة.